# Beryslav rajon
Beryslav rajon (ukrainsk: Бериславський район, tr. Beryslavskij rajon) er en af 5 rajoner i Kherson oblast i Ukraine, hvor Beryslav rajon ligger mod nordøst i Kherson oblast. Hele rajonen ligger nord for Dnepr-floden og Kakhovskereservoiret, og Beryslav by ligger således på den vestlige og nordlige bred af Dnepr, lige over for Kakhovsk by på den sydlige bred.
Ved Ukraines administrative reform fra juli 2020 blev den tidligere Beryslav rajon med centrum i Beryslav mod vest beskåret med en smal stribe land, som gik til Kherson rajon, mens der mod nord og nordøst er sket en udvidelse med nogle mindre byer og landdistrikter, sådan at det samlede befolkningstal for Beryslav rajon er nået op på 99.100.